# Язово (Алтайский край)
Я́зово — село в Тальменском районе Алтайского края. Входит в состав Шишкинского сельсовета.

## География
Село расположено на левом берегу реки Чумыш. Абсолютная высота — 133 метра над уровнем моря.

## История
Основано в 1826 году. В 1926 году в селе имелось 124 хозяйства и проживало 626 человек (291 мужчин и 335 женщин). В национальном составе населения того периода преобладали русские. Действовала школа I ступени. В административном отношении являлось центром Язовского сельсовета Тальменского района Барнаульского округа Сибирского края.

## Население
| 1926 | 1997 | 1998 | 1999 | 2000 | 2001 |
| ---- | ---- | ---- | ---- | ---- | ---- |
| 626  | ↘348 | ↘338 | ↘330 | ↘324 | ↘313 |
| 2002 | 2003 | 2004 | 2005 | 2006 | 2007 |
| ↘295 | ↘289 | ↘285 | ↘277 | ↗278 | ↘277 |
| 2008 | 2009 | 2010 | 2011 | 2012 | 2013 |
| ↗278 | ↘262 | ↘244 | ↘242 | ↘240 | ↘230 |

Национальный состав
Согласно результатам переписи 2002 года, в национальной структуре населения русские составляли 83 %.